# Jacotte
Jacotte est une série télévisée française en un pilote de 90 minutes et six épisodes de 50 minutes diffusée à partir du 24 octobre 1999 au 14 novembre 1999  sur France 3. La série a été rediffusée en matinée sur France 3 en septembre 2003.

## Synopsis
Jacotte est une capitaine de police vivant en Bourgogne, mariée à un restaurateur local. La série oscille entre intrigues personnelles et intrigues policières.

## Distribution
- Danièle Évenou : Jacotte
- Benoît Brione : Michel
- Philippe Lellouche : Jonas
- Benoît Vallès : Toulouse
- Jean-Philippe Ker : Frédéric
- Olivier Ganatchian : technicien de police
- Micky Sébastian : Léa Michaux (1 épisode)
- Erwan Creignou
- Vanessa Danne
- Emmanuelle Dubousse
- Gabrielle Forest
- George Fricker
- Thérèse Liotard
- Jean-Baptiste Martin
- Christian Mazzucchini
- Fabrice Perrot

## Épisodes
1. Deux balles pour rien (pilote)
2. Valse macabre
3. Vin pour sang
4. Rapt
5. Coquilles brisées
6. L'orphelin
7. Mort d'une jeune fille